# بلاس کابررا
 بلاس کابررا (انگلیسی: Blas Cabrera؛ زاده ۲۱ سپتامبر ۱۹۴۶) یک فیزیک‌دان اهل ایالات متحده آمریکا است.